# Brand in nachtclub Colectiv
De brand in nachtclub Colectiv was een dodelijke brand in Boekarest, Roemenië, op 30 oktober 2015, waarbij 64 mensen om het leven kwamen en ten minste 146 gewonden vielen. De brand vond plaats tijdens een concert van de metalcoreband Goodbye to Gravity om de release van hun nieuwe album, Mantras of War, te vieren. Het vuurwerk dat tijdens het concert van de band werd gebruikt, ontstak het brandbare akoestische schuim van de club en het vuur verspreidde zich daarna snel. De meeste slachtoffers werden vergiftigd door gifstoffen die vrijkwamen uit het brandende schuim. Overweldigd door het grote aantal slachtoffers, brachten de Roemeense autoriteiten een deel van de ernstig gewonden over naar ziekenhuizen in Israël, Nederland, België, het Verenigd Koninkrijk, Zweden, Duitsland en Frankrijk. Naar aanleiding van massale protesten vanwege de corruptie in verband met de brand diende toenmalig premier van Roemenië, Victor Ponta, zijn ontslag in.
Over de brand, de gevolgen ervan en de corruptie die erdoor aan het licht kwam verscheen in 2019 de documentaire Colectiv van Alexander Nanau. In deze film wordt ook duidelijk dat ten minste 13 van de overledenen in eerste instantie de brand overleefden, maar overleden in Roemeense ziekenhuizen na het oplopen van infecties vanwege het gebruik van verdunde desinfecteermiddelen. De film zou genomineerd worden voor twee Oscars.